# Hội đồng nghiên cứu gia đình
Hội đồng Nghiên cứu Gia đình (tiếng Anh: Family Research Council, viết tắt: FRC) là một nhóm Kitô giáo bảo thủ và là tổ chức vận động hành lang thành lập tại Hoa Kỳ vào năm 1981 bởi James Dobson. Nó được thành lập vào năm 1983. Trong những năm cuối thập niên 1980, các FRC chính thức trở thành một bộ phận của tổ chức chính có tên Định hình lại các gia đình, nhưng sau một cuộc chia tách hành chính, FRC đã trở thành một thực thể độc lập vào năm 1992. Tony Perkins là chủ tịch hiện tại của Hiệp hội..
FRC thúc đẩy những thứ gọi là "truyền thống giá trị gia đình", bằng cách ủng hộ và vận động cho những chính sách bảo thủ xã hội. Nó phản đối và vận động hành lang chống lại quyền LGBT (như hôn nhân đồng tính và LGBT nhận con nuôi), phá thai, ly dị, nghiên cứu công nghệ tế bào gốc và khiêu dâm.
FRC nói: "Nhiệm vụ của FRC là để thúc đẩy đức tin, các vấn đề gia đình và tự do trong chính sách công và văn hóa nhìn từ thế giới quan của Kitô giáo".
Năm 2010, Trung tâm Nghiên cứu Luật người nghèo Miền Nam Hoa Kỳ (The Southern Poverty Law Center (SPLC) - một trong 2 tổ chức thực hiện phân loại và giám sát các nhóm thù hận ở Hoa Kỳ, cùng với Liên đoàn chống phỉ báng) đã phân loại Hội đồng Nghiên cứu gia đình là một trong 18 Nhóm thù hận chống người đồng tính. Tổ chức này miêu tả tiêu chí phân loại: "Hầu hết trong số họ là những động cơ tôn giáo. Những tuyên truyền dối trá về đồng tính luyến ái, song tính và chuyển giới được lặp đi lặp lại một cách vô căn cứ để triệt hạ uy tín của các tổ chức khoa học.. Theo SPLC, 10 luận điệu dối trá mà các nhóm thù hận thường dùng để tuyên truyền như: người đàn ông đồng tính lạm dụng trẻ em nhiều hơn dị tính, cha mẹ đồng tính gây hại cho trẻ em, có một sự thiếu hụt trong mô hình gia đình ở cha mẹ đồng tính, đồng tính luyến ái có tâm thần và thể chất kém cỏi so với người dị tính và do đó họ không được phép nhận con nuôi, đồng tính luyến ái có thể thay đổi..., là những ý kiến đã bị phủ nhận và bác bỏ bởi hầu hết của tất cả tổ chức khoa học y tế liên quan. Những luận điệu này hình thành nên yêu sách của họ rằng đồng tính luyến ái là một tệ nạn xã hội mà phải bị đàn áp, và những tổ chức này chắc chắn đóng góp vào nạn tội phạm bạo lực nhắm vào những cộng đồng LGBT".
SPLC tuyên bố: "Hội đồng nghiên cứu gia đình Hoa Kỳ (FRC) tự nhận rằng nó là "tiếng nói hàng đầu của các gia đình trong lâu đài sức mạnh của đất nước chúng ta", nhưng thực ra bản chất chính của nó là phỉ báng người đồng tính nam và đồng tính nữ. FRC thường xuyên ra những tuyên bố dối trá về cộng đồng LGBT, dựa trên những nghiên cứu khoa học không được tín nhiệm và những kiến thức rác đáng vứt bỏ. Mục đích là để bôi nhọ người LGBT trong những cuộc đấu nhằm chống lại việc hợp pháp hôn nhân đồng tính, ban hành luật chống tội ác thù hận LBBT, luật chống bắt nạt... Mục đích của nó để biến cộng đồng LGBT trở thành một "mối đe dọa" cho xã hội Mỹ". SPLC cũng chỉ ra các dẫn chứng rằng FRC thường sử dụng cách xuyên tạc, bóp méo các nghiên cứu khoa học hợp pháp hoặc góp nhặt kiến thức khoa học rác của các nhóm chống đồng tính (ex-gay) để viện dẫn cho những luận điệu của mình. Bản thân nhiều nhà nghiên cứu khoa học hợp pháp đã ra tuyên bố công khai lên án và yêu cầu các nhóm chống người đồng tính chấm dứt việc xuyên tạc tác phẩm của họ..
Ngược lại, Hiệp hội nghiên cứu gia đình Hoa Kỳ (FRC) thì tuyên bố rằng: SPLC đã cố tình đánh đồng các nhóm phân biệt chủng tộc, bạo lực với các tổ chức hợp pháp trong đời sống chính trị, và Mark Potok của SPLC đã thú nhận rằng "có những yếu tố đạo đức giả" trong việc SPLC chuyên tấn công các nhóm mà họ xem là bảo thủ Tờ Human Events bình luận: danh sách "nhóm thù hận" của SPLC có sai sót khủng khiếp, rằng nếu bất cứ ai nói "trẻ em lớn lên tốt nhất khi được nuôi bởi một người mẹ và người cha", hoặc nếu đồng ý với nhiều nhà trị liệu tâm lý học rằng sự giáo dục và kinh nghiệm đầu đời (bao gồm cả bị lạm dụng tình dục) đóng vai trò quan trọng trong sự phát triển của xu hướng tình dục của trẻ em, thì người đó sẽ bị SPLC coi là "tuyên truyền dối trá", "tạo ra thù hận" giống như FRC, và thực sự chính SPLC mới xứng đáng được gọi là "nhóm thù hận". Năm 2010, 22 nhà lập pháp đảng Cộng hòa, trong đó có phát ngôn viên Boehner và người đại diện Bachmann, ba thống đốc bang, và một số tổ chức khác đã ký bản tuyên bố phản đối việc SPLC liệt kê các tổ chức như Hội đồng Nghiên cứu Gia đình là một "nhóm thù hận".